# Monkodonja

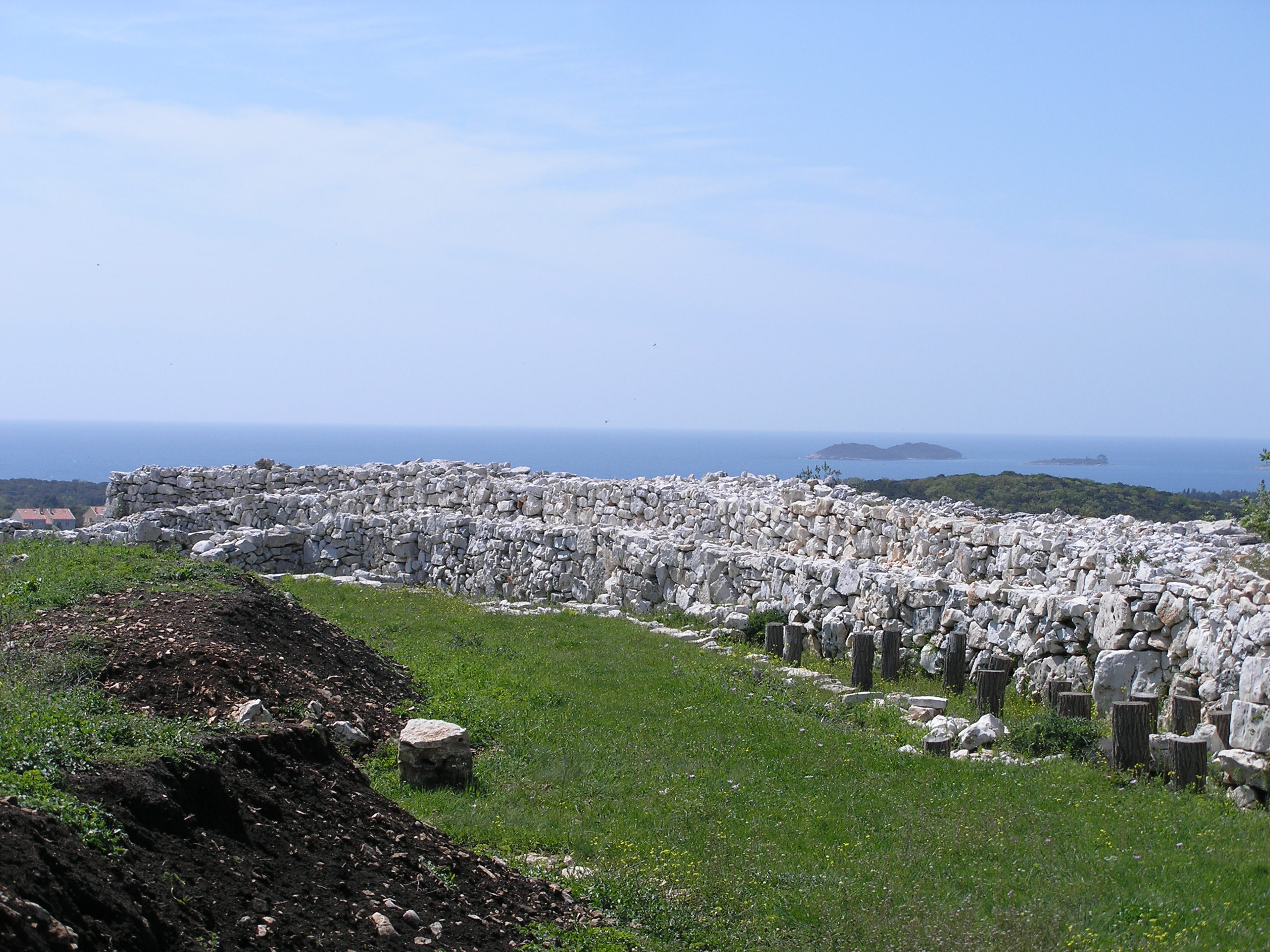
Die Mauern von Monkodonja

Monkodonja ist eine Bergsiedlung in der Nähe der Stadt Rovinj in der kroatischen Region Istrien, die während der Bronzezeit von 1850/1750 bis 1500/1450 v. Chr. besiedelt war.

## Beschreibung
Die befestigte protourbane Bergsiedlung Monkodonja ist etwa 250 m lang, 155 m breit und hat eine ovale Form. Sie bestand aus drei Teilen. Auf dem Gipfel befand sich die von einer 1 km langen, circa 3 m breiten und über 3 m hohen Schutzmauer umgebene Akropolis. An der Mauer wurden Reste von zwei Toren gefunden: eines im Westen und eines im Norden. Das Tor im Westen lag zur Küste hin und wurde im Laufe der Zeit stark ausgebaut und gut befestigt. Links und rechts der Torgasse wurden Steinkistengräber entdeckt, in denen über mehrere Jahrhunderte Bestattungen vorgenommen wurden. Das Tor im Norden war einfacher ausgeführt und führt zu einer über 50 m tiefen Schachthöhle. Bei Untersuchungen in der Schachthöhle wurden bronzezeitliche Keramik und eine neolithische Bestattung entdeckt. Es wird noch ein weiteres Tor im Süden vermutet. Reste von komplex gegliederten großen Stein- und Holzbauten im Bereich der Akropolis belegen, dass hier die Angehörigen einer Oberschicht wohnten. Im Bereich der Akropolis wurden auch mehrere Brotlaibidole gefunden, welche die Einbindung Monkodonjas in das weitreichende bronzezeitliche Kommunikationsnetz bezeugen. Außerhalb der Akropolis lagen die Ober- und die Unterstadt. Dort befanden sich Handwerker- und Wohnhäuser, die deutlich einfacher waren als die Häuser auf der Akropolis. Etwa 1000 Personen lebten in der Siedlung. Sie wurde in der entwickelten Frühbronzezeit erstmals bebaut und befestigt und während der Mittelbronzezeit, vor dem Beginn der Urnenfelderzeit, aufgelassen. Die Aufgabe der Siedlung in der mittleren Bronzezeit erfolgte nach einem kriegerischen Ereignis, bei dem Teile der Gebäude niederbrannten. Während der Spätbronze- und Eisenzeit war Monkodonja nicht besiedelt. Ein silberner Denarius des Kaisers Augustus aus dem Jahr 13 v. Chr. zeigt eine sporadische Begehung des Ortes während der Römischen Kaiserzeit an.
Die Siedlung ist eine der ältesten stadtartigen Anlagen Istriens, deren Zyklopenmauerwerk wahrscheinlich von Griechenland beeinflusst wurde.

## Die Ausgrabungen
Erste archäologische Ausgrabungen fanden in Monkodonja zwischen 1953 und 1955 unter der Leitung von Boris Baćić statt. Interdisziplinäre archäologische Forschungen wurden zwischen 1997 und 2009 durch ein deutsch-kroatisch-slowenisches Forscherteam unter der Leitung von Bernhard Hänsel, Kristina Mihovilić und Biba Teržan durchgeführt. Beteiligte Institutionen waren das Institut für Prähistorische Archäologie der Freien Universität Berlin, das Archäologische Museum Istriens in Pula (Arheološki muzej Istre), die Abteilung für Archäologie der Philosophischen Fakultät der Universität in Ljubljana sowie das Stadtmuseum von Rovinj.

## Die Gräber am Westtor
Das große Westtor von Monkodonja wurde über mehrere Jahrhunderte ausgebaut und verstärkt. Im Zuge der Ausgrabungen wurden links und rechts der Torgasse zwei Steinkistengräber entdeckt. Die Steinkiste A befand sich in einem quadratischen Sockel und enthielt Knochen von zahlreichen Individuen. Die Überreste sind anatomisch nicht vollständig. Radiokarbondatierungen legen nahe, dass die frühesten Bestattungen in der Steinkiste A bereits vor 2000 v. Chr. stattfanden, also zu einer Zeit bevor die Siedlung von Monkodonja errichtet worden ist. Die jüngste Radiokarbondatierung fällt in das 17. Jh. v. Chr. Die Steinkiste A enthielt auch einige Grabbeigaben, bronzener Schmuck aus Draht und Blech sowie rötlich-orange Perlen, die möglicherweise Bernstein imitieren. In einem Eckbau der Mauer auf der anderen Seite der Torgasse fand sich ein weiteres Steinkistengrab, das Steinkistengrab B. Ebenso wie bei der Steinkiste A waren auch in diesem Grab über längere Zeit Personen bestattet worden, wobei die Skelette mit der Ausnahme eines Individuums anatomisch nicht vollständig sind. Radiokarbondatierungen der Knochen zeigen auch hier eine Belegung der Steinkiste zwischen dem 21.-17. Jh. v. Chr. an.

## Das Siedlungssystem
Die Bergsiedlung Monkodonja ist von zahlreichen kleineren befestigten Siedlungen umgeben. Zwischen den Siedlungen ist eine visuelle Kommunikation möglich, wobei Monkodonja als die Hauptsiedlung in einem Siedlungssystem angesehen wird. Große Mengen an Nahrungsmitteln wurden in die Siedlung geliefert und dort, geschützt von der starken Befestigung, in speziellen Gebäuden mit großen Vorratsgefäßen gelagert. Es ist jedoch noch nicht klar, ob die umliegenden Siedlungen von Monkodonja abhängig waren, wie dies nach der Theorie der zentralen Orte von Walter Christaller der Fall wäre.

## Die Grabhügel auf dem Mušego
Ungefähr 1 km südöstlich von Monkodonja liegt auf einem Berg mit dem Namen Mušego oder Monsego eine Grabhügel-Nekropole. Es handelt sich um steinerne Grabhügel, in denen eine oder mehrere Steinkisten festgestellt wurden, welche Überreste von Skelettbestattungen enthielten. Die Skelette sind anatomisch nicht vollständig, was bedeutet, dass die Überreste der Verstorbenen nicht im Ganzen in das Grab gelegt wurden. Es wird angenommen, dass die Nekropole der Bergsiedlung von Monkodonja angehörte, wobei jedoch nur ein Teil der Bevölkerung hier bestattet worden ist. Bislang ist nicht bekannt, wo die Mehrzahl der bronzezeitlichen Bewohner von Monkodonja bestattet wurde. In den Steinkisten wurden, ebenso wie auf Monkodonja, Grabbeigaben in Form von Bronzeschmuck gefunden, zudem mehrere Bernsteinperlen.

## Europäischer Preis für Kulturerbe
Im Jahr 2002 wurden die Forschungen in Monkodonja mit dem Europäischen Preis für Kulturerbe ausgezeichnet, dem Europa-Nostra-Preis. Gewürdigt wurden die beispielhaften Ausgrabungen, bei denen parallel zur Grabungstätigkeit Rekonstruktionen der Mauern in situ durchgeführt wurden. Heute ist die Ausgrabungsstätte als Archäologischer Park für Touristen zugänglich.